# Krakau-Oberschlesische Eisenbahn

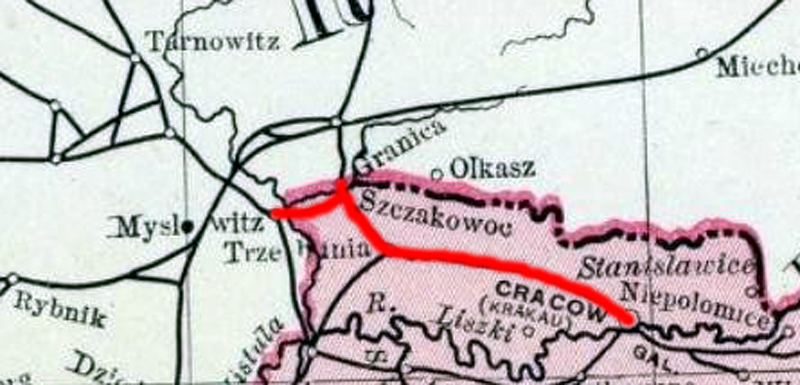
Streckennetz der KrOs

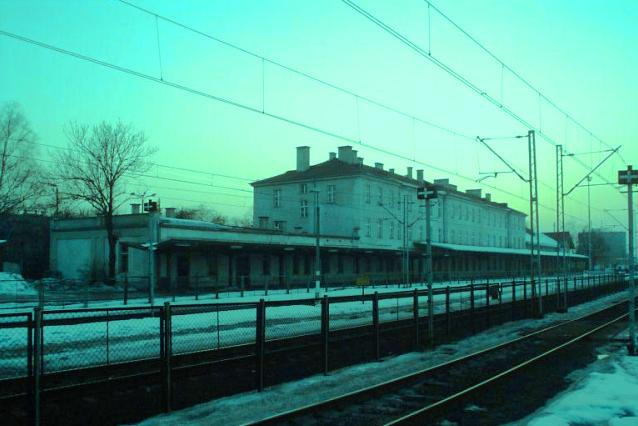
Bahnhof Jaworzno-Szczakowa

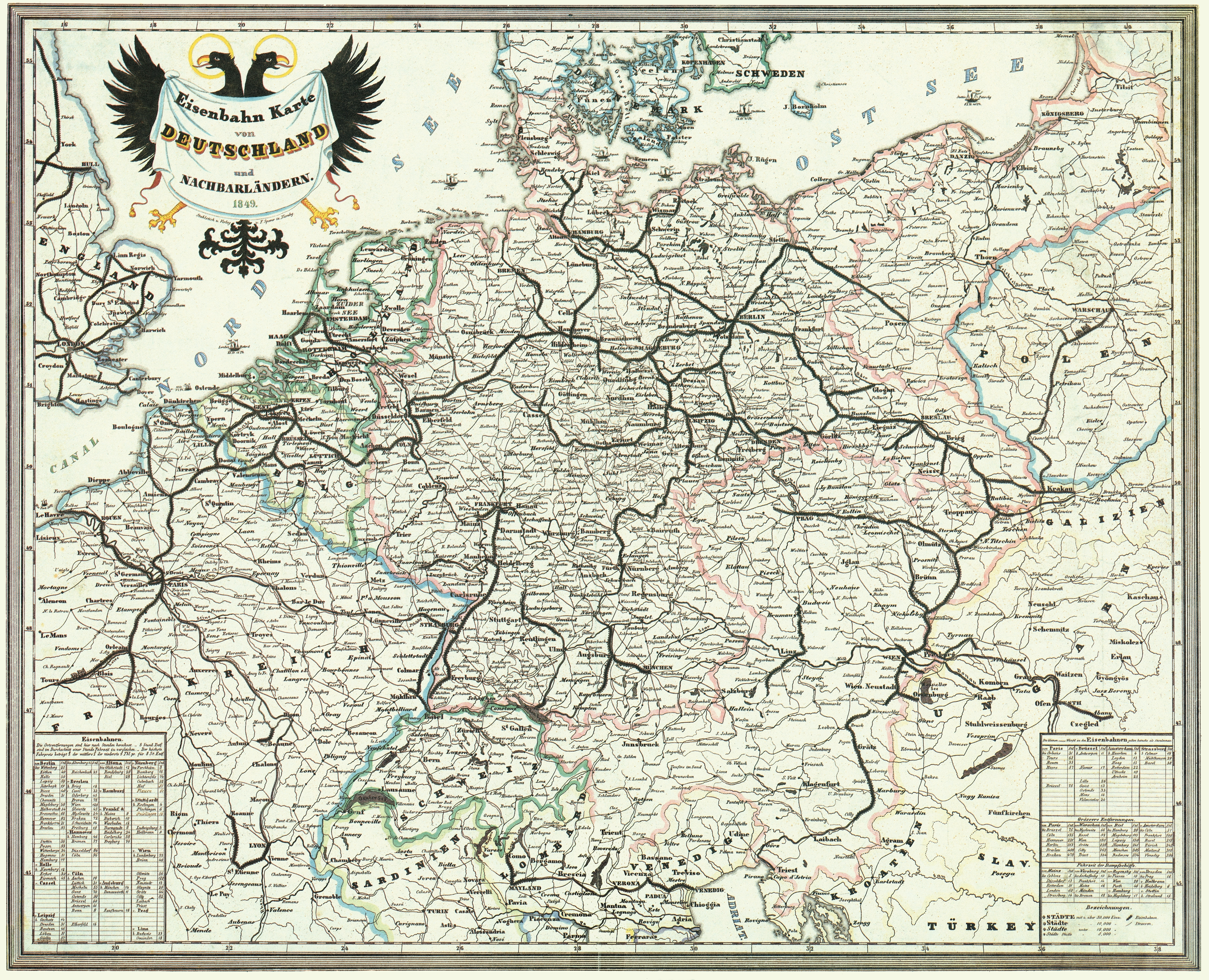
Bahnkarte von Deutschland und Nachbarländern 1849. Dünn eingetragene Strecken waren erst projektiert oder in Bau.

Die Krakau-Oberschlesische Eisenbahn (KrOs; poln. Kolej Krakowsko-Górnośląska) war die erste Eisenbahngesellschaft im Kronland Galizien und Lodomerien, dem damals seit 1772 unter österreichischer Herrschaft stehenden Teil Polens, obwohl der Bau auf Initiative des Senats der Stadt Krakau in der noch teilweise unabhängigen Republik Krakau begann, von dem am 1. März 1844 ein Privileg zum Bau und Betrieb der Bahn erteilt wurde.

## Geschichte
Die 67 Kilometer lange Hauptstrecke wurde am 13. Oktober 1847 eröffnet, ein Jahr nach der Angliederung des Großherzogtums Krakau in das österreichische Kronland Galizien. Sie führte von Krakau nach Myslowitz, einem Grenzort im Osten des preußischen Oberschlesien, der am 18. Oktober 1847 Anschluss an die Oberschlesische Eisenbahn bekam. Zwischen Krakau und der preußischen Grenze führte die Strecke durch Trzebinia und dann durch Szczakowa, das ganz nahe an der damaligen russischen Grenze lag. Im Folgejahr, am 1. April 1848 wurde nördlich dieser Grenze in nächster Nähe des Bahnhofs Szczakowa (heute Jaworzno Szczakowa) der Endbahnhof Granica (dt. Grenze) der Warschau-Wiener Eisenbahn eröffnet.
Über die Oberschlesische Eisenbahn bestand seit 1847 eine durchgehende Gleisverbindung über die Strecke der verschiedenen schlesischen Eisenbahngesellschaften bis nach Berlin und weiter Richtung Westen, ab 1848 auch über Wilhelmsbahn und Kaiser-Ferdinands-Nordbahn nach Wien.
Der österreichische Staat kaufte am 30. Mai 1850 die Gesellschaft auf und übernahm ab 1. Januar 1852 auch den Betrieb.
Das Netz dieser k.k. östlichen Staatsbahn wurde weiter ausgebaut. Am 26. Juni 1858 wurden die Strecken westlich von Krakau der Kaiser-Ferdinands-Nordbahn übertragen, die dadurch sowohl die alte Stammstrecke erhielt als auch mit der am 1. März 1856 eröffneten Strecke zwischen Oświęcim (Auschwitz) und Trzebinia die rein österreichische Verbindung von Wien nach Krakau.
Streckeneröffnungen
| Eröffnung    | Abschnitt                  | km    | heutige Strecke                   |
| ------------ | -------------------------- | ----- | --------------------------------- |
| 13. Okt 1847 | Kraków–Szczakowa–Mysłowice | 12,21 | Jaworzno Szczakowa–Mysłowice      |
| 13. Okt 1847 | Kraków–Szczakowa–Mysłowice | 64,96 | Dąbrowa Górnicza Ząbkowice–Kraków |
| 01. Apr 1848 | Szczakowa–Granica          | 1,15  | Dąbrowa Górnicza Ząbkowice–Kraków |

## Lokomotiven
| Lokomotiven der Krakau-Oberschlesischen Eisenbahn | Lokomotiven der Krakau-Oberschlesischen Eisenbahn | Lokomotiven der Krakau-Oberschlesischen Eisenbahn | Lokomotiven der Krakau-Oberschlesischen Eisenbahn | Lokomotiven der Krakau-Oberschlesischen Eisenbahn | Lokomotiven der Krakau-Oberschlesischen Eisenbahn | Lokomotiven der Krakau-Oberschlesischen Eisenbahn                                   |
| Kategorie                                         | Nummer                                            | Anzahl                                            | Hersteller                                        | Bauart                                            | Baujahre                                          | Bemerkungen                                                                         |
| ------------------------------------------------- | ------------------------------------------------- | ------------------------------------------------- | ------------------------------------------------- | ------------------------------------------------- | ------------------------------------------------- | ----------------------------------------------------------------------------------- |
| I                                                 | I – IV                                            | 4                                                 | Borsig                                            | 1A1 n2                                            | 1847                                              | 1852 im Zuge der Verstaatlichung an ÖStB, ab 1855 KRAKÓW, OSWIĘCIM, LEMBERG, TARNÓW |
| II                                                | V – VI                                            | 2                                                 | Borsig                                            | 1B n2                                             | 1847                                              | 1852 im Zuge der Verstaatlichung an ÖStB, ab 1855 PODGÓRZE, RZESZÓW                 |
| II                                                | VII – VIII                                        | 2                                                 | Borsig                                            | 1B n2                                             | 1849                                              | 1852 im Zuge der Verstaatlichung an ÖStB, ab 1855 PRŻEMYSL, DNJESTR                 |